# Jhoana Patiño
Jhoana Alexandra Patiño López (Manizales, 11 de septiembre de 1982), más conocida como Jhoana Patiño, es una poeta, profesora, investigadora y activista feminista colombiana comprometida con la denuncia de las diferencias y la violencia de género en su país.

## Trayectoria
Jhoana Patiño nació el 11 de septiembre de 1982 en la localidad colombiana de Manizales, capital del departamento de Caldas. Se licenció en 2006 en Desarrollo Familiar por la Universidad de Caldas y en 2011 obtuvo el máster en Educación y Desarrollo Humano por la Universidad Católica de Manizales. Posteriormente, ejerció como profesora e investigadora en ambos centros educativos, publicando a lo largo de su carrera diversos artículos académicos relacionados con la familia, la educación, la infancia y la juventud.
Además, Patiño se convirtió en asistente académica de la dirección del Centro de Estudios Avanzados en Niñez y Juventud de la alianza CINDE, en investigadora asociada de Minciencias, en coordinadora de la Red de Escritora de Caldas y en vicepresidenta del Consejo de literatura de la Universidad de Caldas, en Colombia. En abril de 2020, Patiño comenzó a colaborar mensualmente con el diario colombiano La Patria.
En 2010, Patiño publicó el poemario Ébano a través del que denunció las desigualdades de género, mencionando cuestiones como la educación diferenciada entre sexos, la presión social en torno a la maternidad así como los feminicidios, a los que relaciona con la violencia simbólica, verbal y física que sufren las mujeres en una sociedad machista. Sin embargo, por el tono de denuncia de sus textos, Patiño sufrió la discriminación e invisibilización de su literatura en su país natal.
La obra de Patiño pudo ser publicada en otros países latinoamericanos, en parte gracias al impulso de otras poetas y académicas como la venezolana Esther Pineda G, que incluyó poemas de Patiño en su libro Transgresoras, junto a los de otras autoras feministas latinoamericanas como Daisy Zamora, Kyra Galván, Gísela López, Silvia Cuevas Morales, Yolanda Arroyo Pizarro o Regina José Galindo. Además, la obra poética de Patiño ha sido utilizada en varias ocasiones como representación de la lucha contra la violencia machista, como sucedió en 2017 durante la gala de clausura del Festival Internacional de Cine de Gijón de la mano de la actriz Ingrid García-Jonsson o en la entrega del Premio Francisca de Pedraza, promovido por la Asociación de Mujeres Progresistas de Alcalá. En 2018, dentro de una iniciativa del Observatorio de la Mujer, su poema No era yo el problema fue versionado en un vídeo por mujeres con discapacidad intelectual de Madrid con motivo del Día Internacional de la Eliminación de la violencia contra la mujer.

## Reconocimientos
En 2020, Patiño fue una de las ganadoras de las Iniciativas Culturales de Caldas en la categoría de literatura.